# Nguyễn Thanh Tùng (nhạc công)
Nguyễn Thanh Tùng (sinh ngày 20 tháng 10 năm 1979 ) là một nhạc sĩ, nghệ sĩ đàn bầu Việt Nam. Anh nổi tiếng với tiếng đàn truyền cảm và nhiều sáng tác cho các loại nhạc cụ dân tộc của Việt Nam đàn bầu, đàn tam thập lục.... Anh là một nạn nhân chất độc màu da cam.

## Tiểu sử

### Gia đình
Nguyễn Thanh Tùng là con trai của ông Nguyễn Thanh Sơn, một cựu chiến binh trong chiến tranh Việt Nam và là một nhiếp ảnh gia trong thời bình, và bà Phạm Thị Đức Hòa, một công nhân may.
Năm 1972, đại đội pháo của ông Nguyễn Thanh Sơn tham gia bảo vệ thành cổ Quảng Trị và bị nhiễm chất độc màu da cam từ lúc đó. Di chứng của chất độc màu da cam đã truyền lại lên hai người con của ông là Nguyễn Thị Phương Thúy (liệt toàn thân, động kinh, mù, câm, điếc) và nghệ sĩ Nguyễn Thanh Tùng. Sau khi kết thúc chiến tranh, ông trở thành thợ chụp ảnh để kiếm tiền nuôi sống gia đình.
Mẹ của Tùng, bà Phạm Thị Đức Hòa, là người phụ nữ tận tụy chăm sóc chồng và hai đứa con tật nguyền. Tùng từng nói về mẹ trong tác phẩm Sông trăng viết cho đàn bầu, đàn thập lục và dàn nhạc dân tộc như sau: Cuộc đời có lẽ như một dòng sông, lúc hiền hòa, khi dữ dội. Riêng tình mẹ qua bao thử thách vẫn tròn đầy, viên mãn như vầng trăng. Mình viết bản nhạc Sông trăng dành tặng mẹ - người suốt đời dìu dắt chị em mình vượt qua những nỗi đau. Năm 2005, bà đã nhận được giải thưởng KOVA.
Đằng sau những thành công của nghệ sĩ Thanh Tùng còn có ông nội của Tùng, cụ Nguyễn Tế Độ. Ông là người trực tiếp nuôi nấng, dạy dỗ Thanh Tùng, cũng chính là người đưa Thanh Tùng đến với âm nhạc và hướng Tùng theo môn nghệ thuật này. Khi ông thấy Tùng nghe Đài Tiếng nói Việt Nam và rất thích tiếng đàn bầu, ông đã làm một cây đàn bầu cho Tùng với dây đàn là dây phanh xe đạp, thân đàn là đoạn nứa chẻ đôi, bầu là ống bơ. Tuy cây đàn rất thô sơ nhưng đó là niềm yêu thích của Tùng và đã gắn bó với Tùng trong suốt quãng đời thơ ấu.

### Sự nghiệp
Nguyễn Thanh Tùng nhận được tấm bằng giỏi đại học, sau đó anh được mời tham gia biểu diễn ở nhiều buổi hòa nhạc trong nước và nước ngoài. Đặc biệt, anh đã tham gia biểu diễn trong Hội nghị Thượng đỉnh APEC cuối năm 2006 được tổ chức ở Hà Nội.
Năm 2005, nhân dịp có cuộc vận động quốc tế ủng hộ nạn nhân bị chất độc da cam ở Việt Nam, Tổ chức Vietnam les enfants de la dioxin đã mời anh sang Pháp biểu diễn.
Tùng đã biểu diễn ở các thành phố của Pháp như Paris, Marseil, Roan, rồi ở Bỉ... Ở Roan, sau khi biểu diễn Tùng phải ra sân khấu cúi chào đến lần thứ 3 mà tiếng vỗ tay vẫn không dứt. Các báo Pháp đồng loạt đưa tin về anh. Lúc Thanh Tùng biểu diễn ở một nhà thờ, các giáo dân đã khóc và nói: "Cảm ơn Chúa đã đưa anh đến với chúng tôi!".
Tại Bỉ, Thanh Tùng được biểu diễn với giáo sư Phil Deli, một cây đại thụ của Nhạc viện Brussels, giáo sư đã để anh ngồi ở bục cao hơn mình trên sân khấu và nói: Tùng là một nghệ sĩ đặc biệt. Tôi muốn mọi người nhìn anh rõ hơn để tôn vinh ý chí và nghị lực của con người Việt Nam. 
Tùng thường biểu diễn ba mảng: dân ca Việt Nam, tác phẩm của các nhạc sĩ Việt Nam soạn cho đàn bầu và chơi các bản giao hưởng kinh điển của Mozart, Brahms, Schubert, Beethoven... đã được chuyển thể.

## Tác phẩm
Nghệ sĩ Nguyễn Thanh Tùng đã sáng tác một số tác phẩm có giá trị như Tự sự viết cho violon; Ánh xuân viết cho violon và piano hòa tấu...
Nhạc phẩm "Sông trăng" do anh sáng tác cho đàn bầu, tam thập lục và bộ gõ đã được giải đặc biệt của Nhạc viện Hà Nội (nay là Học viện âm nhạc quốc gia). Sông trăng ra đời trong một đêm anh mất ngủ vì bị cơn đau hành hạ. Nằm nhớ lại những ngày thơ ấu được ông nội dắt đi bên bờ sông mát rượi dưới một đêm trăng vằng vặc, qua lời ông mô tả, anh tưởng tượng ánh trăng sóng sánh dát bạc trôi trên mặt sông êm đềm. Anh nghĩ cuộc đời mình cũng giống như dòng sông, phải trải qua bao bão tố, thác ghềnh mới có được những phút bình yên.